# Tatsuji Inouye
Tatsuji Inouye (jap. 井上達二 Tatsuji Inouye; ur. 6 lutego 1881 w Tokio, zm. 23 listopada 1976) – japoński lekarz okulista i neurolog.
Drugi syn Tatsuya Inouye (1848–1895). Studiował medycynę na Uniwersytecie Tokijskim i specjalizował się w okulistyce u Jūjirō Kōmoto. Tytuł doktora medycyny otrzymał w 1904 roku. Pracował w Szpitalu Wojskowym Tokio-Toyama; opisał wtedy serię przypadków ran postrzałowych głowy (u żołnierzy japońskich walczących w wojnie rosyjsko-japońskiej), na podstawie której powstała praca poświęcona lokalizacji ośrodków wzrokowych kory mózgowej. Po publikacji wyjechał studiować w Berlinie, Londynie i Paryżu; w latach 1906–1908 studiował na Uniwersytecie w Lipsku. Po powrocie do Japonii w 1909 roku zastąpił zmarłego w 1895 roku ojca na stanowisku dyrektora Szpitala Okulistycznego Inouye. W 1938 roku na zlecenie japońskiego rządu zajął się zagadnieniem krótkowzroczności w szkołach. Zaprojektował tablice do badania ostrości wzroku u dzieci. Podczas II wojny światowej w jego szpitalu leczono personel wojskowy amerykańskiej armii, co pozwoliło mu poznać amerykańską medycynę. W 1950 roku razem z synem Masazumim Inouye świadczył pomoc okulistyczną poszkodowanym w konflikcie koreańskim. Zmarł w 1976 roku w wieku 96 lat.
Płynnie mówił w pięciu językach obcych: angielskim, francuskim, niemieckim, chińskim i koreańskim. Wyznawca zen, kierował się filozofią życiową „Mizaru, Iwazaru, Kikazaru” (nie widzieć, nie jeść, nie słyszeć).

## Prace
- Die Sehstörungen bei Schussverletzungen der kortikalen Sehsphäre, nach Beobachtungen an Verwundeten der letzten japanischen Kriege. Leipzig: W. Engelmann, 1909